# 尼斯植物园

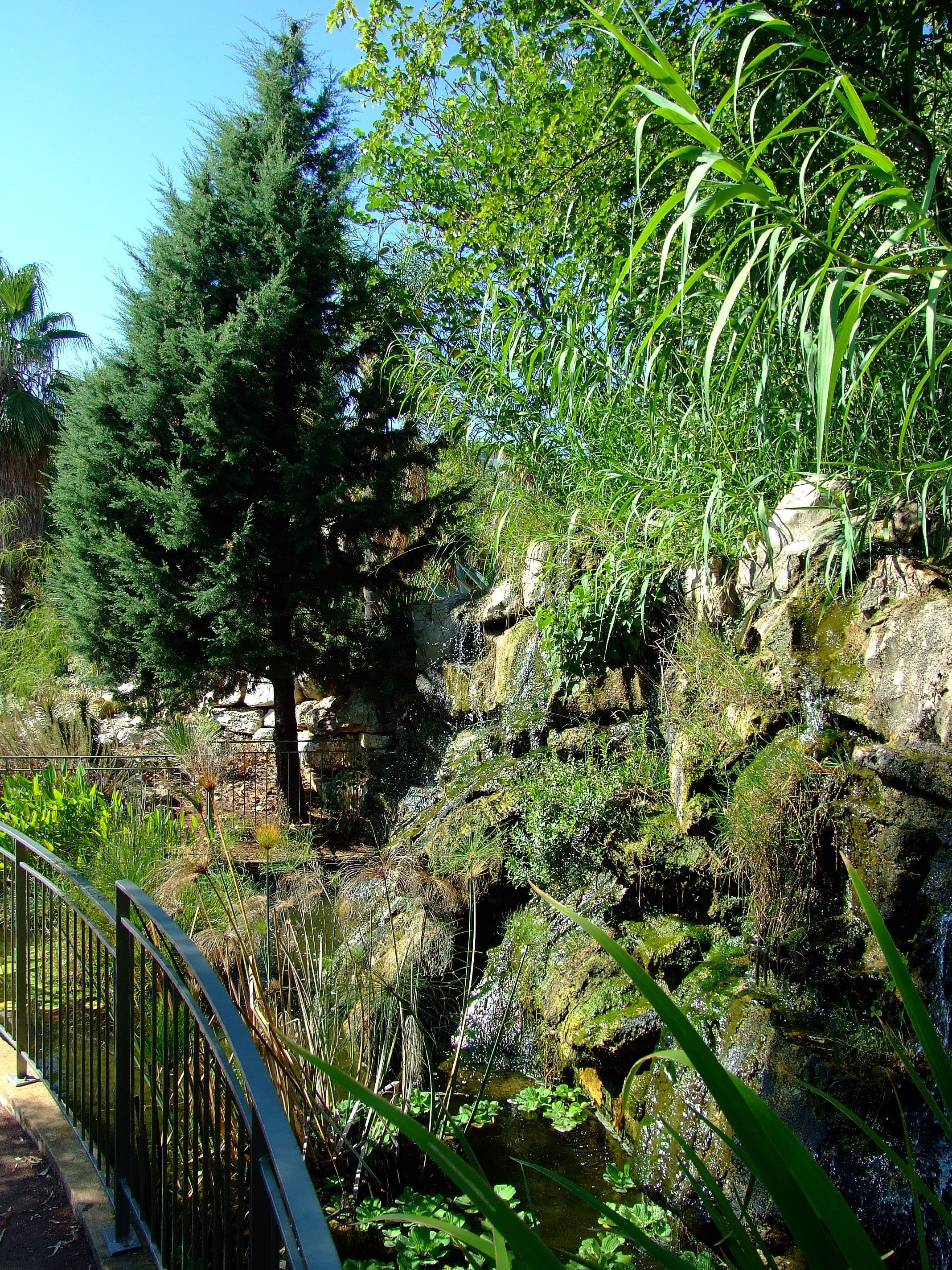

尼斯植物园（Jardin botanique de Nice）是法国尼斯的市立植物园，占地3.5公顷。
花园开辟于1983年，种植品种由来自市立自然史博物馆的100种增加到3500多个，主要是来自世界各个地中海气候地区的植物。它在1991年对外开放。

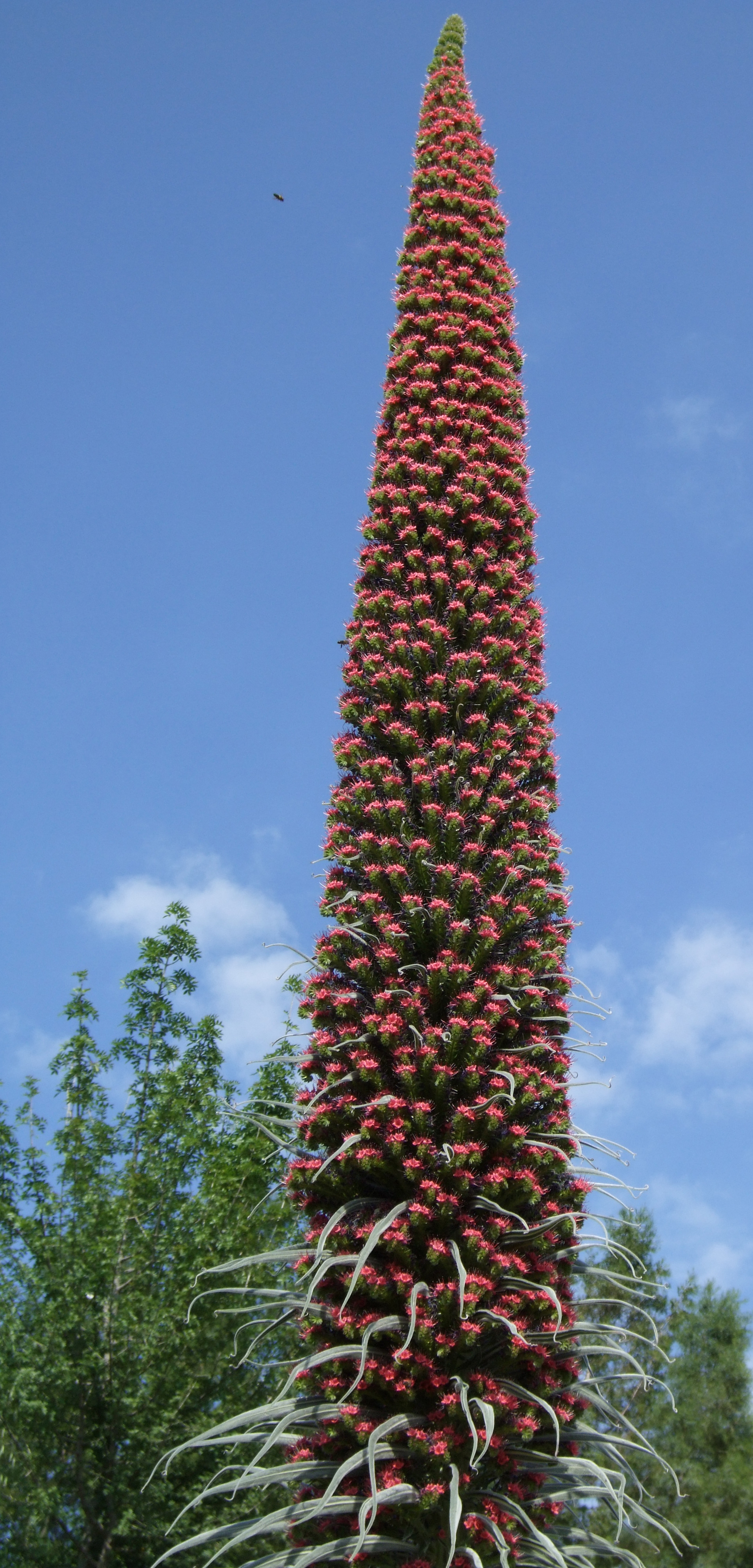
野蓝蓟